# Обвиняемые (телесериал)
«Обвиняемые» (англ. Accused) — британский телесериал-антология, премьера которого состоялась 15 ноября 2010 года на канале  BBC One. Сериал рассказывает о вполне обычных и добропорядочных людях — отнюдь не преступниках, которые тем не менее попадают на скамью подсудимых и ожидают решения суда.

## Сюжет
«Обвиняемые» — сериал, в центре которого обыкновенные люди. В результате тех или иных событий они оказываются за решеткой, после чего рассказывается, что произошло с ними до этого события в мельчайших подробностях. Герои сериала не всегда понимают серьезность своих действий и их последствия. Оказавшись в суде, они только и могут, что ждать приговора суда, а некоторые из них, уже сидят за решеткой. Каждый герой сериала рассказывает не только о том, что совершил. Часто зрителю показывают и то, что подтолкнуло его на этот шаг, как проходила жизнь до этого, какие были трудности и переживания на жизненном пути незадолго до печальных событий.

## Эпизоды

### Первый сезон
| № | Название                           | Режиссёр       | Сценарист                            | Дата показа в США | Зрители США (миллионы) |
| - | ---------------------------------- | -------------- | ------------------------------------ | ----------------- | ---------------------- |
| 1 | «История Вилли» «Willy's Story»    | Дэвид Блэр     | Джимми МакГоверн                     | 15 Ноября 2010    | 4.74                   |
| 2 | «История Френки» «Frankie's Story» | Дэвид Блэр     | Джимми МакГоверн                     | Ноября 2010       | 3.39                   |
| 3 | «История Хелены» «Helen's Story»   | Ричард Лэкстон | Элис Наттер и Джимми МакГоверн       | Ноября 2010       | 3.84                   |
| 4 | «История Лиама» «Liam's Story»     | Ричард Лэкстон | Дэниэл Блоклхёрст и Джимми МакГоверн | 6 Декабря 2010    | 3.42                   |
| 5 | «История Кенни» «Kenny's Story»    | Дэвид Блэр     | Эстер Уилсон и Джимми МакГоверн      | 13 Декабря 2010   | 3.69                   |
| 6 | «История Элисон» «Alison's Story»  | Дэвид Блэр     | Джимми МакГоверн                     | 20 Декабря 2010   | 3.19                   |

## Награды и номинации
- 2011 — Премия International Emmy Awards в категории «Лучший драматический сериал» [7].